# 一拉溪镇
一拉溪镇，是中华人民共和国吉林省吉林市永吉县下辖的一个乡镇级行政单位。在永吉县中西部。“一拉溪”满语意为“第三”，指第三条河流。主产玉米、大豆、稻。有采石场、参场、油坊和机械厂。 302国道过境。

## 沿革
1940年为一拉溪区，1956年设乡，1958年改公社，1984年复乡，1992年撤乡设镇。

## 行政区划
一拉溪镇下辖以下地区：
一拉溪社区、一拉溪村、碾子沟村、吴什哈村、松花村、二道村、杨木林村、陈家村、崔家村、汪屯村、新兴村、鞠家村、贾河村、刘相村、索屯村、陡咀村、杨木沟村、江南村、贵张村、北阳村、小荒村、付家村、大荒村、朱家村、曹家村、土门村和莲安村。